# Джонс, Декуан
Декуан Джонс (англ. DeQuan Jones; род. 20 июня 1990, Стоун-Маунтин, Джорджия) — американский профессиональный баскетболист. На студенческом уровне выступал за «Майами Харрикейнс» в первом дивизионе NCAA.

## Профессиональная карьера
Джонс выставлял свою кандидатуру на драфт НБА 2012 года, однако не был выбран. 29 сентября 2012 года «Мэджик» подписали с ним контракт. 27 марта 2013 года он установил личный рекорд результативности, набрав в матче против «Шарлотт Бобкэтс» 13 очков.
В июле 2013 года он принял участие в Летней лиге НБА в составе «Мэджик». 29 сентября 2013 года он подписал контракт с «Сакраменто Кингз». Однако уже 15 октября команда отказалась от его услуг. В ноябре 2013 года он подписал контракт с командой Лиги развития НБА «Рино Бигхорс».
В июле 2014 года Джонс принял участие в Летней лиге в Орландо в составе «Индиана Пэйсерс» и в Лас-Вегасе, в составе «Нью-Орлеан Пеликанс». 27 июля он подписал однолетний контракт с итальянским клубом «Канту». 8 января 2015 года он был включён в число участников конкурса по броскам сверху на матче всех звёзд Серии А, а также принял участие в самом матче всех звёзд, в котором набрал 26 очков. За 35 игр в сезоне 2014/15 его средняя результативность составил 8,2 очка за игру и 3,3 побора.
25 сентября 2015 года Джонс подписал контракт с «Атлантой Хокс», но уже после четырёх предсезонных игр команда отказалась от его услуг. 29 ноября он подписал контракт к японским клубом «Тиба Джетс Фунабаси».

## Статистика

### Статистика в НБА
| Сезон                                                                                    | Команда | Регулярный сезон | Регулярный сезон | Регулярный сезон | Регулярный сезон | Регулярный сезон | Регулярный сезон | Регулярный сезон | Регулярный сезон | Регулярный сезон | Регулярный сезон | Регулярный сезон | Серия плей-офф | Серия плей-офф | Серия плей-офф | Серия плей-офф | Серия плей-офф | Серия плей-офф | Серия плей-офф | Серия плей-офф | Серия плей-офф | Серия плей-офф | Серия плей-офф |
| Сезон                                                                                    | Команда | GP               | GS               | MPG              | FG%              | 3P%              | FT%              | RPG              | APG              | SPG              | BPG              | PPG              | GP             | GS             | MPG            | FG%            | 3P%            | FT%            | RPG            | APG            | SPG            | BPG            | PPG            |
| ---------------------------------------------------------------------------------------- | ------- | ---------------- | ---------------- | ---------------- | ---------------- | ---------------- | ---------------- | ---------------- | ---------------- | ---------------- | ---------------- | ---------------- | -------------- | -------------- | -------------- | -------------- | -------------- | -------------- | -------------- | -------------- | -------------- | -------------- | -------------- |
| 2012/13                                                                                  | Орландо | 63               | 17               | 12,7             | 43,6             | 25,7             | 66,7             | 1,7              | 0,3              | 0,3              | 0,3              | 3,7              | Не участвовал  | Не участвовал  | Не участвовал  | Не участвовал  | Не участвовал  | Не участвовал  | Не участвовал  | Не участвовал  | Не участвовал  | Не участвовал  | Не участвовал  |
|                                                                                          | Всего   | 63               | 17               | 12,7             | 43,6             | 25,7             | 66,7             | 1,7              | 0,3              | 0,3              | 0,3              | 3,7              | Не участвовал  | Не участвовал  | Не участвовал  | Не участвовал  | Не участвовал  | Не участвовал  | Не участвовал  | Не участвовал  | Не участвовал  | Не участвовал  | Не участвовал  |
| Наведите курсор мыши на аббревиатуры в заголовке таблицы, чтобы прочесть их расшифровку. |         |                  |                  |                  |                  |                  |                  |                  |                  |                  |                  |                  |                |                |                |                |                |                |                |                |                |                |                |